# 4606-os mellékút (Magyarország)
A 4606-os számú mellékút egy bő harminc kilométer hosszú, négy számjegyű mellékút Pest vármegye középső részén; a 4-es és 5-ös főutakat, Pilis és Dabas városokat kapcsolja össze egymással és a köztük fekvő kisebb településekkel.

## Nyomvonala
Kilométer-számozása még régebben alakulhatott ki, mert aszerint 3112-es útból ágazik ki, Káva külterületén. Első néhány kilométernyi szakasza azonban (az M4-es autóút Pilis–Monorierdő–Káva-csomópontjának térségéig) a 2020-ban érvényes útszámozási elvek szerint 3-as számjeggyel kezdődő, 3123-as számozást visel, hiszen a 31-es és a 4-es főutak közti tartományban húzódik; a folytatásban pedig egy szakaszát önkormányzati úttá minősítették vissza.
A 4606-os számot immár szabályszerűen viselő szakasz a 4-es főútból ágazik ki, annak 46+350-es kilométerszelvényénél, Pilis központjában, délnyugati irányban; kilométer-számozása itt valamivel túl jár a 8+800-as szelvényszámon. Belterületi szakasza a Rákóczi út nevet viseli, majdnem pontosan egy kilométeren keresztül, amíg el nem éri a Budapest–Záhony-vasútvonalat, ott azzal párhuzamos irányba, északnyugatnak fordul és a Vasút utca nevet veszi fel. Végighalad Pilis vasútállomás térsége mellett, majd annak északi végében keresztezi a vágányokat, és egyből vissza is fordul déli irányba. Kevéssel ezután két iránytöréssel teljesen elhagyja a vasutat, és Kölcsey utca néven húzódik délnyugati irányban, egészen a belterület – s egyben a település közigazgatási területe – széléig.
A 12+150-es kilométerszelvénye táján jár, amikor átlépi a következő település, Nyáregyháza határát. A belterületet bő egy kilométer után éri el, ott a települési neve Dózsa György utca. Kevéssel a 14. kilométere előtt egy elágazáshoz ér: itt a 4605-ös úttal találkozik, amely Monortól vezet Dánszentmiklósig. A község központjában egy kb. 3-400 méteres távon közös szakaszuk következik (kilométer-számozás tekintetében ellenirányban haladva), majd két kisebb iránytörést követően, 14,4 kilométer után a 4606-os ismét különválik és Diófasor út néven folytatódik, továbbra is délnyugat felé. A 16. kilométere után elfogynak mellőle a község házai, majd a 16+700-as kilométerszelvényénél, már külterületen keresztezi a 405-ös főutat, amely itt majdnem pontosan a 9. kilométerénél ját.
18,2 kilométer után lép át Újlengyel területére, ott a korábbi, leginkább délnyugati irányát kissé nyugatabbira cseréli. Bő másfél kilométer után éri el a település első házait, majd néhány lépéssel arrébb keresztezi a 4601-es utat, amely formálisan Budapest belvárosát kötné össze Nagykőrössel (azon túl Tiszakécskével), de több szakasza csak mezőgazdasági útként funkcionál, itt is csak helyi jelentőségű útnak, a község főutcájának tekinthető. A 4606-os út Újlengyel belterületének északi szélén húzódik végig, és a 20+250-es kilométerszelvényétől kezdve már a település, illetve Újhartyán határvonalát képezi.
21,5 kilométer után lép be teljesen Újhartyán területére, majd a 22+650-es kilométerszelvényénél ismét találkozik a 405-ös főúttal. Itt azzal azonos nyomvonalra fordul és együtt haladnak az M5-ös autópálya Dabas–Albertirsa-csomópontjáig. Miután felüljárón átíveltek a sztráda fölött, a 405-ös számozás véget is ér, a folytatásban a 4606-os út már egymaga húzódik tovább Újhartyán lakott területének déli szélén. A 24+700-as kilométerszelvényénél egy körforgalmú csomópontja következik: délről a Hernádról induló 46 109-es út torkollik bele, észak felé pedig a 46 108-as indul tovább, Kakucs, Inárcs és Dabas északi része irányába.

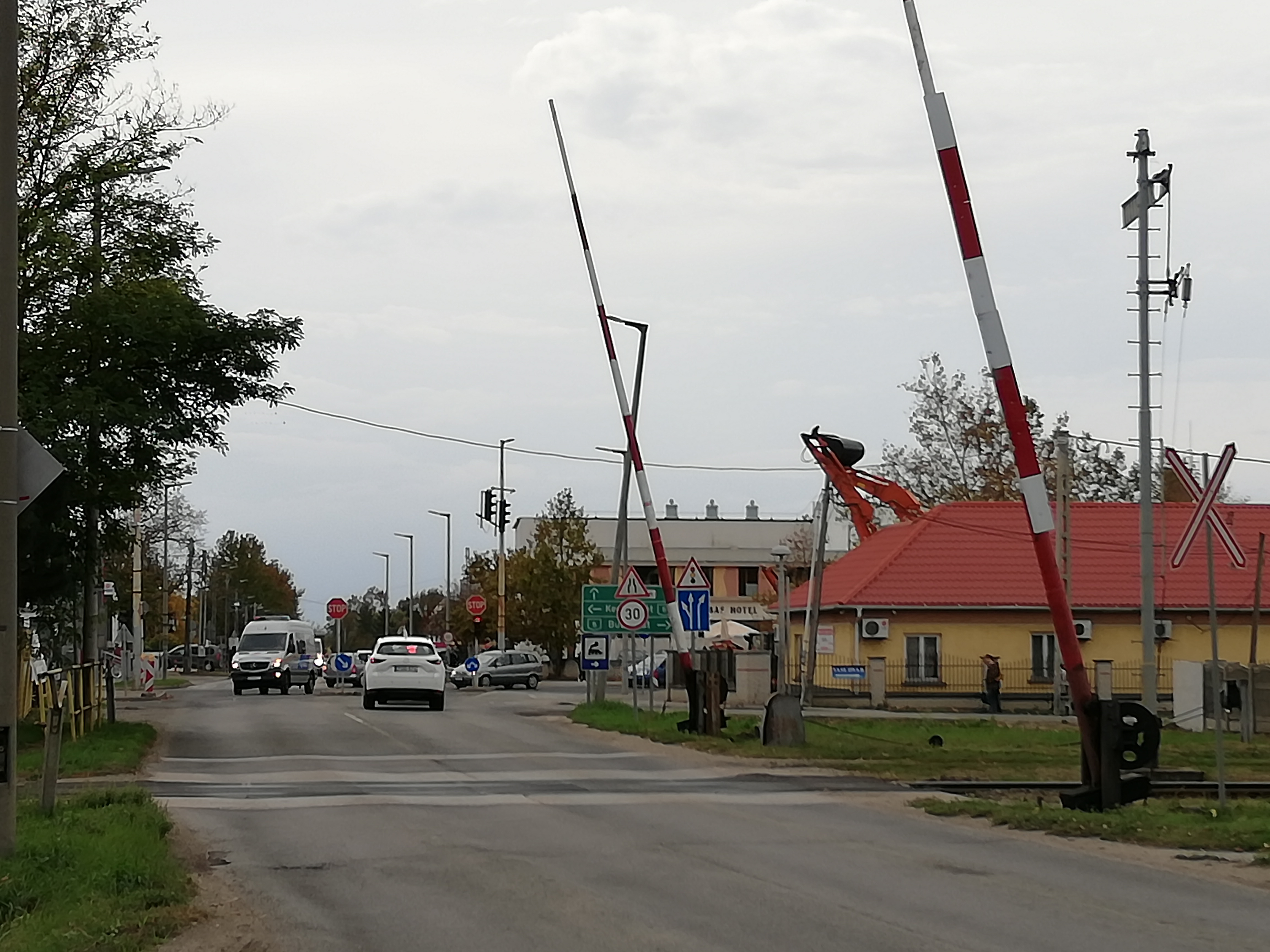
Az út dabasi vasúti kereszteződése

Kevéssel az előbbi körforgalom után az út elhagyja Újhartyán házait, a 27. kilométere után pedig ki is lép a településről és dabasi területen folytatódik. A 29. kilométerénél keresztezik egymást a 4604-es úttal (utóbbi itt kevéssel a 24. kilométere után jár), a folytatásban pedig már nevet is kap, Szabadság út a következő szakasz helyi neve. A 30. kilométerénél már ipari létesítmények között húzódik, majd az utolsó méterein keresztezi a Budapest–Lajosmizse–Kecskemét-vasútvonalat Dabas vasútállomás déli szélén és kiágazik belőle észak felé a 46 306-os út, az állomás kiszolgálására. Az 5-ös főútba beletorkollva ér véget, majdnem pontosan annak 43. kilométerénél.
Teljes hossza, az országos közutak térképes nyilvántartását szolgáló kira.gov.hu adatbázisa szerint 30,531 kilométer.

## Települések az út mentén
- (Káva)
- Pilis
- Nyáregyháza
- Újlengyel
- Újhartyán
- Dabas